# Simungun
Simungun is een bestuurslaag in het regentschap Dairi van de provincie Noord-Sumatra, Indonesië. Simungun telt 814 inwoners (volkstelling 2010).